# 大野菊次郎
大野 菊次郎（おおの きくじろう、1904年10月27日〈明治37年〉- ?）は、日本の柔術家、接骨医である。

## 経歴
徳島県海部郡海部町浦字町内で1904年10月27日（明治37年）に生まれる。
徳島県に伝わっていた神伝関口流柔術を学ぶ。
1941年（昭和16年）大阪府警察本部教養課嘱託として府下警察に柔術・当身・活法を指導した。
1942年（昭和17年）から終戦まで南方軍司令部付体術教官を務めた。
戦後は講道館に所属していた。1955年4月18日（昭和30年）に講道館柔道に入門し三日後の1955年4月21日に五段となっている。